# ФК Левски (Лом)
ФК „Левски“ е футболен клуб от град Лом. Играе мачовете си на градския стадион „Дунавски юнак“ с капацитет 1 200 зрители. Цветовете на клуба са: основен – изцяло синьо и резервен – изцяло жълто. Президент на клуба е Людмил Димитров. От 2009 година мъжкият отбор е разпуснат, като функционира само детско-юношеската школа на клуба. През 2020 г. футболният клуб е възстановен и печели северозападната Трета лига без нито една загуба в 34 мача. През сезон 2021/22 в края на първия полусезон отборът прекратява участието си във Втора професионална лига и е закрит поради слабите резултати и бюджет.

## История на клуба
Началото на футбола в Лом е поставено от учителя по гимнастика в местната гимназия „Найден Геров“ швейцареца Луи Айер още през 1894 г. През 1903 г. учениците от гимназията създават и първия футболен отбор в града, който е наречен „Найден Геров“.
На 20 юни 1921 г. е основан и СК „Левски“, който през 1924 г. става член на Българската национална спортна организация. На следващата година СК „Левски“ се обединява със СК „Славейков“ (Лом). През 1928 и 1934 г. завършва на 5 място в Държавното първенство, а през 1939 г. достига до четвъртфинал за Царската купа. През 1937 г. СК „Левски“ играе в Лом приятелска среща с Националния отбор по футбол, загубен с 3:4.
След Втората световна война всички спортни дружества са закрити и се образува СК „Левски-45“. През 1946 г. СК „Левски-45“ е преименуван на СК „Възрожденец“, а на следващата година СК „Възрожденец“ е преименуван на СК „Републиканец“. През 1948 и 1949 г. са основани ФК „Ботев“, ФК „Дунав“, ФК „Торпедо“, ФК при Дома на народната армия, ФК „Строител“, ФК „Динамо“, доброволни спортни организации „Урожай“ и „Спартак-МВР“, ДСО „Локомотив“ и ДСО „Червено знаме“.
През 1954 г. ДСО „Локомотив“ влиза в Б РФГ. На следващата година ДСО „Локомотив“ и ДСО „Червено знаме“ се обединяват под името ФД „Левски“. През 1956 г. ФД „Левски“ е победител в Северозападната Б РФГ. През следващата 1957 г. ФД „Левски“ изпада в Северозападната В РФГ.
ФД „Левски“ влиза отново в Северната Б РФГ през 1967 г. Същата година играе в Лом приятелски мач с Националния отбор, загубен с 1:5. През 1969 г. ФД „Левски“ е преименуван на ФД „Дунав“. През 1973 г. – след шест поредни сезона ФД „Дунав“ изпада в Северозападната В РФГ, но през 1975 г. отново се връща в Северната Б РФГ. През 1976 г. отново изпада в Северозападната В РФГ. В края на 70-те и в средата на 80-те години Дунав (Лом) играе близо шест сезона в най-ниските нива на футбола ни, като през 1988 г. се завръща в третото ниво.
През 1990 г. отново е преименуван на ФК „Левски“, като през лятото 1993 г. се завръща в Северната Б РФГ. През сезона 1993/94г. "Левски" Лом разполага с най-качествения и балансиран отбор в историята си. Можем да споменем част от футболистите по това време: Деян Денев и Максим Тодоров – вратари и полевите футболисти – Росен Николов, Петър Бикарски, Ибрям Даил, Пламен Хаджийски, Петър Драгиев, Георги Тасев, Тошко Борисов, Генади Симеонов. След края на есенния полусезон отборът се отказва от участие по финансови причини. След XV кръг Левски (Лом) заема 4-то място с 22 т., колкото има и третият Светкавица (Търговище), но с по-добра голова разлика. Ломчани са само на 5 т. зад втория – Монтана и на 13 т. след водача Лекс (Ловеч), тези две места гарантират промоция в А РФГ.
През 2003 г. е възстановен мъжкият отбор, именуван на Мария Луиза (Лом). През 2004 г. той се включва в първенството на Северозападната В АФГ, където играе до лятото на 2009 г., след което се отказва от участие. През същата 2009 г. е и най-високото му класиране през всичките пет сезона – 7-о място. През 2010/11 г. след едногодишна пауза участва в А ОФГ Монтана, завършвайки на 4-то място, като след края на сезона се отказва от участие.
През 2012 г. в гр. Лом е регистриран ФК „Левски 2012“. Старши треньор и член на управата е Димитър Филипов (първият треньор на футболиста Мариян Огнянов във ФК „Ромители“ (Лом)). През 2014 г. е създаден мъжки отбор, който се включва в първенството на Б ОФГ Монтана. Сред картотекираните играчи на Левски 2012 тогава са: Илиян Илиев, Александър Борисов, Вилян Борисов, Милчо Филчев, Захари Георгиев, Ангел Харитонов, Боян Боянов, Найден Найденов, Георги Найденов, Евлоги Стоянов, Альоша Убичев, Вики Илиев и Александър Олегов. Мнозина от играчите преминават от закрития отбор на Алмус биър (Сталийска махала), домакинствал в гр. Лом при участието си в Северозападната В група, чийто спонсор Олег Методиев, а впоследствие помагал на Левски 2012. Тимът финишира на 2-ро място, но е поканен да участва в първенството на А ОФГ Монтана за сезон 2015/16 г. На 17 май 2016 г. Левски 2012 (Лом) е изваден от групата заради трета служебна загуба без уважителни причини. Резултатите му се зачитат, а на противниците му до края се присъждат служебни победи, след което този клуб прекратява съществуването си.
През лятото на 2015 г. е сформиран още един мъжки отбор – Алмус 2012 (Лом), който стартира от Б ОФГ – Монтана, Подгрупа Б2 и завършва 2-ри и е допуснат до участие в А ОФГ – Монтана. В по-горното ниво завършва 11-и и се отказва от участие през 2017 г. Така на практика за пореден път градът остава без мъжки тим.
През юли 2020 г. е възстановен мъжкия футболен отбор на Левски (Лом). Това става, след като ФК Расово (Расово) административно е вкаран в Северозападна Трета лига и се обединява с Поломие 2012 (Лом) под името Левски 2020 (Лом). Със съдействието на кмета на град Лом д-р Георги Гаврилов е основно ремонтиран стадиона. Реновирани са съблекалните, залата за загряване, пистата на стадиона, поставено е осветление и т. н. За треньор е привлечен Благой Кръстанов (бивш футболист на Левски София и треньор на Спартак Плевен), който успява да сглоби боеспособен отбор и води тима до XXI кръг, като отборът е без загуба (15 победи и 6 равенства). На 17 март 2021 г. Кръстанов е освободен от поста си, като на негово място е назначен опитния специалист Ферарио Спасов. На 16 май 2021 г. Левски (Лом) си гарантира и на теория промоция във Втора лига, а впоследствие финишира сезона без нито една загуба. На 30 май 2021 г. клубната управа обявява, че по взаимно съгласие е прекратен договорът със Спасов.
На 17 март 2022 г. СТК на БФС изважда от групата Левски 2020 (Лом) след като клубът се отказва от по-нататъшно участие. Кметът на с. Замфир - Гаро Гавраилов, който е и президент на клуба посочва като мотиви за закриването на клуба - слабите резултати и войната в Украйна. По ирония на съдбата Гавраилов е президент на клуба и през злополучния сезон 1993/94 г., и така за втори път записва негативно името си в клубната история. Резултатите му до този момент се зачитат, а на противниците му по програма до края се присъждат служебни победи с 3:0. През следващия сезон Левски 2020 има право да се включи в "А" ОГ Монтана, но намерението на УС е да развива само ДЮШ.
На база вечната ранглиста на Втора професионална лига, отборът на „Левски“ (Лом) има изиграни 11 сезона с 347 срещи. Постигнати са 109 победи, 68 равенства и допуснати 170 загуби при голова разлика – 404:570.

## Играчи
към 15 юли 2021 г.
|    | Pos. | Nation | Player                  |
| -- | ---- | ------ | ----------------------- |
| 1  | GK   | BUL    | Кристиан Николов        |
| 2  | DF   | BUL    | Иван Стилиянов          |
| 3  | DF   | BUL    | Калоян                  |
| 4  | DF   | BUL    | Стелиян Николов         |
| 5  | DF   | BUL    | Боби Симеонов           |
| 6  | MF   | BUL    | Цвети Неделчев          |
| 7  | MF   | BUL    | Николай Николов         |
| 8  | MF   | BUL    | Сергей Георгиев         |
| 9  | FW   | BUL    | Денислав Господинов     |
| 10 | DF   | BUL    | Любомир Веселов         |
| 11 | DF   | BUL    | Йоан-Александър Христов |
| 12 | GK   | BUL    | Васил Асенов            |

| No. | Pos. | Nation | Player                  |
| --- | ---- | ------ | ----------------------- |
| 13  | DF   | BUL    | Цветомир Найденов       |
| 14  | DF   | BUL    | Валентин Николов        |
| 16  | MF   | BUL    | Йоан-Александър Христов |
| 17  | GK   | BUL    | Георги Николов          |
| 18  | DF   | BUL    | Бранимир Николаев       |
| 19  | FW   | BUL    |                         |
| 20  | FW   | BUL    |                         |

## Класирания по сезони
| сезон   | ниво                           | място | точки | п  | р | з  | г. р. | забележки |
| ------- | ------------------------------ | ----- | ----- | -- | - | -- | ----- | --- |
| 1959/60 | Северозападна лига – III       | 9     | 30    | 12 | 6 | 12 | 45:30 | |
| 1960/61 | Северозападна лига – III       | 4     | 35    | 17 | 1 | 11 | 65:36 | |
| 1961/62 | Северозападна лига – III       | 5     |       |    |   |    |       | |
| 1962/63 | Зона „Огоста“ – III            | 3     | 25    | 10 | 5 | 7  | 41:36 | |
| 1963/64 | Зона „Огоста“ – III            | 6     | 23    | 9  | 5 | 8  | 35:26 | |
| 1964/65 | Зона „Огоста“ – III            | 2     | 32    | 12 | 8 | 6  | 48:20 | |
| 1965/66 | Зона „Огоста“ – III            | 1     | 33    | 13 | 7 | 6  | 47:27 | |
| 1966/67 | Зона „Мизия“ – III             | 1     | 44    | 18 | 8 | 4  | 43:16 | влиза в Северна Б – II                                                                                        |
| 1967/68 | Северна Б – II                 | 17    | 28    | 11 | 6 | 17 | 39:52 | |
| 1968/69 | Северна Б – II                 | 9     | 33    | 14 | 5 | 15 | 43:47 | |
| 1969/70 | Северна Б – II                 | 10    | 33    | 14 | 5 | 15 | 60:59 | преименува се на Дунав (Лом)                                                                                  |
| 1970/71 | Северна Б – II                 | 10    | 31    | 13 | 5 | 16 | 43:51 | |
| 1971/72 | Северна Б – II                 | 14    | 30    | 11 | 8 | 15 | 39:54 | |
| 1972/73 | Северна Б – II                 | 17    | 27    | 9  | 9 | 16 | 30:57 | изпада в зона „Мизия“ – III                                                                                   |
| 1973/74 | Зона „Мизия“ – III             |       |       |    |   |    |       | |
| 1974/75 | Зона „Мизия“ – III (плейофи)   | 1     | 8     | 4  | 0 | 0  | 8:0   | влиза в Северна Б – II                                                                                        |
| 1975/76 | Северна Б – II                 | 19    | 27    | 10 | 7 | 21 | 36:79 | изпада в зона „Мизия“ – II                                                                                    |
| 1976/77 | Зона „Мизия“ – III             | 6     | 32    | 13 | 6 | 11 | 41:38 | |
| 1977/78 | Зона „Мизия“ – III             | 14    | 24    | 10 | 4 | 16 | 40:41 | изпада |
|         |                                |       |       |    |   |    |       | |
| 1981/82 | Северозападна В – III          | 12    | 33    | 15 | 3 | 16 | 39:60 | |
| 1982/83 | Северозападна В – III          | 9     | 33    | 14 | 5 | 15 | 58:48 | |
| 1983/84 | Северозападна В – III          | 13    | 27    | 9  | 9 | 12 | 32:51 | изпада |
|         |                                |       |       |    |   |    |       | |
| 1988/89 | Северозападна В – III          | 11    | 47    | 14 | 5 | 15 | 40:43 | |
| 1989/90 | Северозападна В – III          | 6     | 43    | 12 | 7 | 11 | 39:38 | |
| 1990/91 | Северозападна В – III          | 7     | 29    | 11 | 7 | 12 | 42:31 | преименува се на Левски (Лом)                                                                                 |
| 1991/92 | Северозападна В – III          | 3     | 38    | 15 | 8 | 7  | 50:23 | |
| 1992/93 | Северозападна В – III          | 2     | 44    | 19 | 6 | 5  | 85:25 | влиза в Северна Б – II                                                                                        |
| 1993/94 | Северна Б – II                 | -     | 25    | 8  | 1 | 6  | 21:20 | отказва се по финансови причини в края на есенния полусезон, когато заема 4-то място във временното класиране |
|         |                                |       |       |    |   |    |       | |
| 2020/21 | Северозападна Трета лига – III | 1     | 90    | 28 | 6 | 0  | 86:11 | влиза във Втора лига – II                                                                                     |
| 2021/22 | Втора лига – II                | -     | 8     | 1  | 5 | 19 | 12:44 | отказва се по финансови причини след XXVII кръг, когато заема 19-то място във временното класиране            |

## Успехи на клуба
- Четвъртфиналист за Царската купа (1939)
- 5-о място в Държавното първенство (1928, 1934)
- 8 участия в Държавното първенство (1928, 1929, 1932, 1933, 1934, 1935, 1942, 1943)
- 1 участие в Републиканското първенство (1947)
- 9-о място в Северната Б група (1969)
- 1-во място в Северозападната Б група (1956)

## Известни футболисти
- Людмил Горанов
- Мариян Огнянов
- Стефан Юруков
- Генади Симеонов
- Александър Янакиев
- Милчо Горанов
- Иво Железаров
- Йордан Йорданов

## Футболът в Лом
- 1894 – швейцарецът Луи Айер преподава футбол в гимназия „Найден Геров“
- 1903 – създаден е футболният отбор „Найден Геров“
- 1921, 20 юни – основан е СК „Левски“ (Гьолска махала)
- 1923 – СК „Будьони“ се закрива
- 1924 – СК „Огризан кокал“ се преименува на СК „Борислав“
- 1924 – СК „Борислав“, СК „България“ и СК „Ураган“ образуват СК „Мария Луиза“ (Казармата)
- 1924 – СК „Вулкан“ се преименува на СК „Celtic“
- 1924 – СК „Celtic“ се преименува на СК „Цар Борис III“ (Казармата)
- 1924 – СК „Левски“ става член на Българската национална спортна организация
- 1925 – СК „Славейков“ се обединява със СК „Левски“
- 1930 – основан е СК „Менаптем 1“ (Циганска махала)
- 1934 – СК „Мария Луиза“ се преименува на Офицерски СК „Княгиня Мария Луиза“
- 1937 – Офицерски СК „Княгиня Мария Луиза“ играе в Лом приятелска среща с националния отбор, загубен с 4 – 10
- 1937 – СК „Левски“ играе в Лом приятелска среща с националния отбор, загубен с 3 – 4
- 1937 – основан е СК „Княз Симеон Търновски“ (Казармата)
- 1939 – основан е Работнически СК (Панаирска махала)
- 1940 – СК „Ботев“
- 1945 – всички спортни дружества са закрити и се образува СК „Левски-45“
- 1946 – СК „Левски-45“ е преименуван на СК „Възрожденец“
- 1947 – СК „Възрожденец“ е преименуван на СК „Републиканец“
- 1948 – основани са ФК „Ботев“, ФК „Дунав“, ФК „Торпедо“, ФК при Дома на народнатата армия, ФК „Строител“, ФК „Динамо“, доброволни спортни организации „Урожай“ и „Спартак – МВР“; започва градско първенство
- 1949 – основани са ДСО „Локомотив“ и ДСО „Червено знаме“
- 1954 – ДСО „Локомотив“ влиза в Б РФГ
- 1955 – ДСО „Локомотив“ и ДСО „Червено знаме“ се обединяват във ФД „Левски“
- 1956 – ФД „Левски“ е победител в Северозападна Б РФГ
- 1956 – ФД „Левски“ играе приятелски мач в Лом с отбора на Китайската народоосвободителна армия и губи с 3 – 4
- 1957 – ФД „Левски“ изпада в Северозападна В РФГ, зона Мизия
- 1967 – ФД „Левски“ влиза отново в Северна Б РФГ
- 1967 – ФД „Левски“ играе в Лом приятелска среща с националния отбор, загубен с 1 – 5
- 1969 – ФД „Левски“ е преименуван на ФД „Дунав“
- 1973 – ФД „Дунав“ изпада в Северозападна В РФГ, зона Мизия
- 1975 – ФД „Дунав“ влиза отново в Северна Б РФГ
- 1976 – ФД „Дунав“ изпада в Северозападна В РФГ, зона Мизия
- 1990 – ФК „Дунав“ е преименуван на ФК „Левски“
- 1993 – ФК „Левски“ влиза отново в Северна Б РФГ, но след края на есенния полусезон се отказва от участие по финансови причини
- 2003 – ФК „Левски“ е преименуван на ФК „Княгиня Мария Луиза“
- 2012 – Основан е ФК Левски 2012, който съществува до 2016 г.; Същата година е основан и ФК Алмус 2012, който в периода 2015 – 2017 г. развива мъжки футбол